# 女系
女系（じょけい）とは、厳密には、女親（母方）のみを辿る血統、女子のみで連絡する血統をいうが、広義には、中間に一人でも女子の入った、男系でない血統をいう。対義語は男系（だんけい）。君主や家系当主などの地位の継承といった事柄に関連してしばしば用いられる語である。

## 概要

### 日本（皇室）

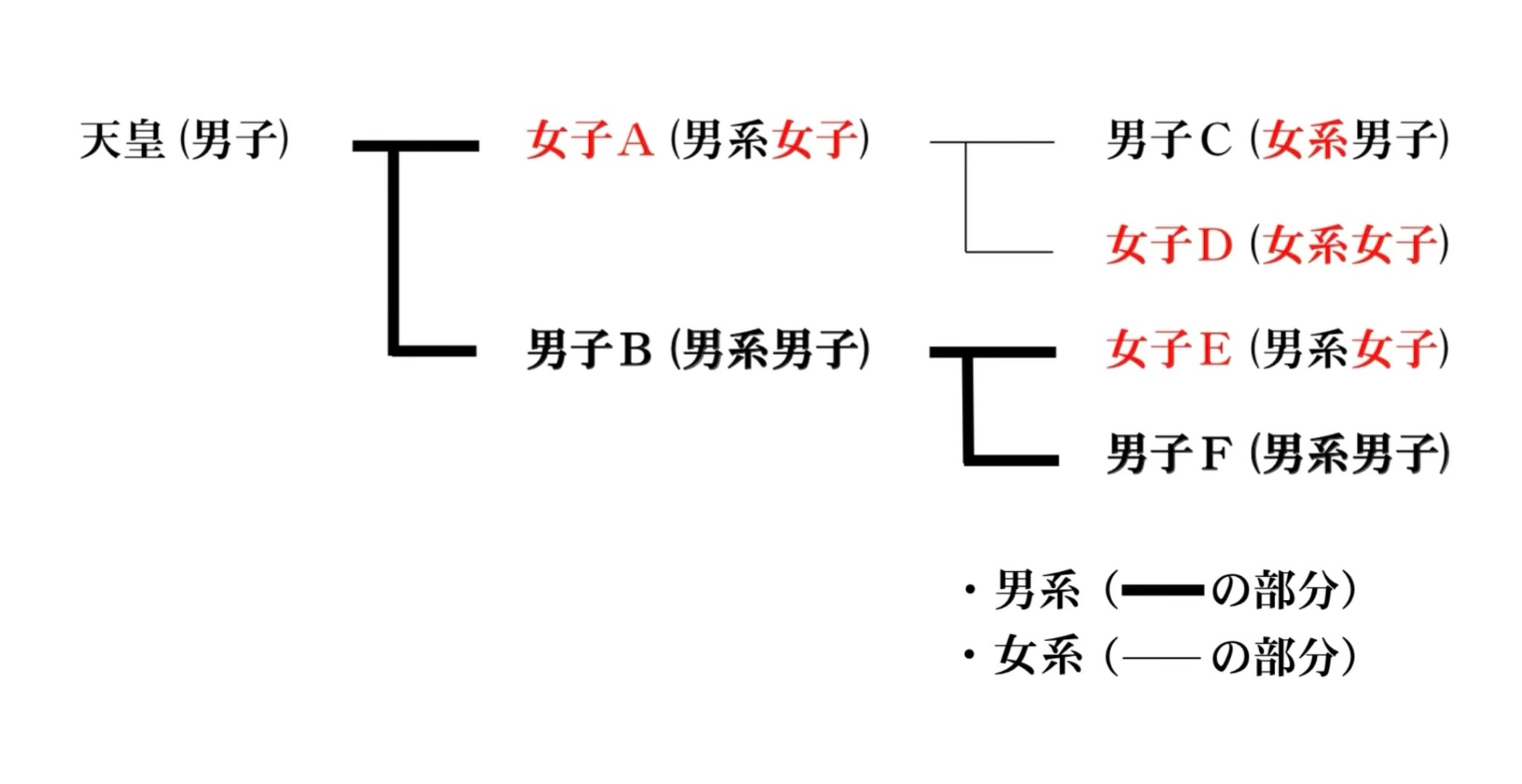
皇位継承における男系と女系。

日本の皇位継承においては、男系女子かつ未婚または寡婦の女性天皇はいたが女系天皇はおらず、全て男系である。また、皇室典範においては「男系の男子」に皇位継承を明記している。そのため、現在の皇位継承資格者不足による皇位継承問題で、王朝交代を招く女系天皇・皇族（女性宮家）を認めるか、皇籍離脱している皇統に属する男系男子（旧宮家）を現皇族の養子にするか直接復帰させるかのいずれかで皇族復帰させるかの2案で議論されていた。

### イスラーム世界
イスラーム世界では男系継承が主であるが、女系継承の例もある。ムハンマドの一族ハーシム家は、ムハンマドの死後も預言者の近親として高い敬意を払われたが、内部では男系で同等のアッバース家と、アブー・ターリブ家の中のアリー家（さらにはその中のアリー＝ファーティマ家）との正統性を巡る争いがあった。
アッバース朝は、家祖アッバースのムスリムとしての活躍やムハンマドの父方の叔父であったことを理由にムハンマドの後継者であることを主張したが、アリー家を支持する勢力（シーア派やそれに近い一派）は、アリーとムハンマドの親しさやアリーの正統カリフとしての事績を理由に対抗した。
その中で、アリー＝ファーティマ家を支持するシーア派は、ムハンマドの血筋は娘のファーティマを通じて女系でハサン、フサインに受け継がれており、ムハンマドの唯一の子孫であるアリー＝ファーティマ家こそすべてのハーシム家を抑えて預言者の継承者にふさわしいと、女系継承の論理でムスリムの支持を集めた。
後代になってもこのことを理由に、サイイドは男系継承を主としながら、女系のサイイドも時代を下るにつれて認められるようになった。たとえば、中央ユーラシア・トルキスタンのヒヴァ、ブハラ、コーカンドの3ハーン国は、男系ではチンギス・ハーンの子孫である（少なくともそう認知されていた）が、女系を通じてサイイドでもあり（となっており）、実際にサイイドとして認知されていた。

### ヨーロッパ
中世ヨーロッパの王侯貴族の間では、女系継承は比較的よく行われた。キリスト教は一夫一婦制を原則としていたため、男性当主は正妻の子供である嫡子以外に相続権を与えづらかった（完全に不可能ではなく、抜け道はあった）。このため、当主に男子の跡継ぎがいないことが少なくなく、その際には継承者に傍系の男子でなく女系の子孫を選ぶことも多く行われた。また、当主に息子がなく娘だけの時、傍系男子への継承と並んで、娘が夫を迎えて共同で相続することが一般に行われていた。子孫が母方の地位を引き継ぐ（引き継げる）点で、実質女系継承である日本の婿養子（や外孫養子）に非常に近いが、この夫婦の子孫は父方の姓を名乗る点で婿養子と異なる。婿養子が、婿を当該の家の“息子”と形式上することで、子孫も擬制的に（実際は母方の先祖と）男系でつながっているとして、地位と姓（出自）双方を男系の擬制の下で女系継承させるのに対し、ヨーロッパの相続法では地位は擬制抜きで女系継承ながら、姓においては実際の男系を優先している（男系という擬制を取らない）。そのため君主位がこの夫婦の子に相続された場合、王朝が交代したと見なされる。姓（出自）の理念に関しては実際の男系に忠実であり、この点について中華文明圏では日本より朝鮮やベトナム、中国に近い。中世ヨーロッパの王朝交替は、多くが女系継承によるものである。しかしこの場合、傍系の男子との継承争いが起こることも多く、また女系を考慮すると相続順位が複雑になるため混乱が生じることもあった。その際は、傍系男子を娘の夫として解決するなど工夫の手段があった。
フランク王国の古法であるサリカ法典は、女子が当主となることを認めていなかったものの、夫が妻の方の王位・爵位を継承しえたので、実質的に意味をなくしていた。しかし14世紀のフランス王国で、ルイ10世の唯一の男子ジャン1世が夭逝した後、残された唯一の女子ジャンヌには、生母である王妃の不倫によりルイ10世の実子でないのではという疑惑があったため、サリカ法を理由にルイ10世の弟フィリップ5世が王位を継承した。さらにジャンヌの系統やイングランドのプランタジネット王家に王位が渡ることを避けるために、サリカ法を拡大解釈して女王のみならず女系の王位継承をも禁止した王位継承法を制定した。こうした王位継承法と継承制度も現在では一般的にサリカ法と呼び、近世・近代にはプロイセン王国、ドイツ帝国、イタリア王国が、男系継承のみの王位継承法を採用している。フランス王国ではカペー朝のユーグ・カペーに始まり、オルレアン朝のルイ・フィリップに至る迄、途中フランス革命や第一帝政等の中断期間を挟みつつも、実に800年以上に亘って男系継承を維持した。また、ハプスブルク帝国やその他のドイツ系の国々では準サリカ法と呼ばれる「男系の継承者が全て絶えた場合のみ女系に回る」継承法を採用する場合が多かった。ロシア帝国もパーヴェル1世以降は、女帝が即位することや女系継承を禁じて、男系男子に限定した帝位継承法を定め、継承権を持つ皇族は対等な結婚（貴賤結婚ではない）から生まれた者に限定した。
現代の立憲君主制においては、女性君主を避ける必要も少なくなったため、イギリス、オランダ、デンマークなどに、女系のみならず女王も多く存在している。

### 中華文明圏
中華文明圏においては宗族の概念があるため、男系継承が主流だった。宗族という概念が（少なくとも典型的な意味では）成立しなかった日本では、実質的な女系継承として婿養子、入婿の制度があったが、これは論理的には養子関係を結ぶことにより息子として地位と出自（姓）を継承するという男系継承の擬制を取っている。また、遺伝的つながりのない婿養子よりも、より直接的に遺伝子を受け継いだ者に継承させるという意味で、女系の近い親族（外孫や甥など）が養子となって継承することも多かった。家系を操作することで、男系でもつながりがあるとすることもあった。日本以外の中華文明圏でも、家系図を操作することで実質的な女系継承を男系と偽って行うことがあった。さらに、男系がない時に緊急避難として女系子孫が祖先祭祀を継承することも、時代・地域によっては見られた。
日本以外の中華文明圏でも、帝王家について同様に男系継承が原則である。ただし、女系の子孫にどうしても帝王位を継がせたい場合は、禅譲というやや変則的な手段が利用可能である。西魏の恭帝から北周の孝閔帝への禅譲は、これにやや近いケースといえる。孝閔帝の生母は西魏の公主である馮翊公主であった。ただし、この禅譲は北周の宗室となる宇文氏の主導で行われたもので、孝閔帝が女系で西魏の宗室元氏に連なる点を除いては、他の易姓革命の場合と変わりはなかった。しかも、元氏の血を引く北周の皇帝は孝閔帝1代に終わった。